# Rally di Monte Carlo 2014
L'82ª edizione del Rally di Monte Carlo, prima prova del Campionato del mondo rally 2014, si è corsa dal 16 al 18 gennaio ed è stata vinta da Sébastien Ogier.

## Elenco Iscritti
| Principali iscritti | Principali iscritti         | Principali iscritti | Principali iscritti  | Principali iscritti | Principali iscritti     | Principali iscritti |
| N°                  | Team                        | Classe              | Pilota               | Co-pilota           | Auto                    | Pneumatici          |
| ------------------- | --------------------------- | ------------------- | -------------------- | ------------------- | ----------------------- | ------------------- |
| 1                   | Volkswagen Motorsport       | WRC                 | Sébastien Ogier      | Julien Ingrassia    | Volkswagen Polo R WRC   | M                   |
| 2                   | Volkswagen Motorsport       | WRC                 | Jari-Matti Latvala   | Miikka Anttila      | Volkswagen Polo R WRC   | M                   |
| 3                   | Citroën Total Abu Dhabi WRT | WRC                 | Kris Meeke           | Paul Nagle          | Citroën DS3 WRC         | M                   |
| 4                   | Citroën Total Abu Dhabi WRT | WRC                 | Mads Østberg         | Jonas Andersson     | Citroën DS3 WRC         | M                   |
| 5                   | M-Sport Ltd.                | WRC                 | Mikko Hirvonen       | Jarmo Lehtinen      | Ford Fiesta RS WRC      | M                   |
| 6                   | M-Sport Ltd.                | WRC                 | Elfyn Evans          | Daniel Barritt      | Ford Fiesta RS WRC      | M                   |
| 7                   | Hyundai Shell WRT           | WRC                 | Thierry Neuville     | Nicolas Gilsoul     | Hyundai i20 WRC         | M                   |
| 8                   | Hyundai Shell WRT           | WRC                 | Dani Sordo           | Marc Martí          | Hyundai i20 WRC         | M                   |
| 9                   | Volkswagen Motorsport II    | WRC                 | Andreas Mikkelsen    | Mikko Markkula      | Volkswagen Polo R WRC   | M                   |
| 10                  | RK M-Sport World Rally Team | WRC                 | Robert Kubica        | Maciej Szczepaniak  | Ford Fiesta RS WRC      | M                   |
| 11                  | M-Sport Ltd.                | WRC                 | Bryan Bouffier       | Xavier Panseri      | Ford Fiesta RS WRC      | M                   |
| 12                  | M-Sport Ltd.                | WRC                 | François Delecour    | Dominique Savignoni | Ford Fiesta RS WRC      | M                   |
| 21                  | Jipocar Czech National Team | WRC                 | Martin Prokop        | Michal Ernst        | Ford Fiesta RS WRC      | M                   |
| 22                  | Slovakia World Rally Team   | WRC                 | Jaroslav Melichárek  | Erik Melichárek     | Ford Fiesta RS WRC      | M                   |
| 31                  | Yuriy Protasov              | WRC-2               | Yuriy Protasov       | Pavlo Cherepin      | Ford Fiesta R5          | M                   |
| 32                  | Stohl Racing                | WRC-2               | Armin Kremer         | Klaus Wicha         | Ford Fiesta R5          | M                   |
| 33                  | www.Rallyproject.com        | WRC-2               | Massimiliano Rendina | Mario Pizzuti       | Mitsubishi Lancer Evo X | M                   |
| 34                  | Jourdan Serderidis          | WRC-2               | Jourdan Serderidis   | Morgane Rose        | Ford Fiesta R5          | M                   |
| 35                  | Team Emap Yacco             | WRC-2               | Julien Maurin        | Nicolas Klinger     | Ford Fiesta RRC         | M                   |
| 37                  | FWRT s.r.l.                 | WRC-2               | Lorenzo Bertelli     | Mitia Dotta         | Ford Fiesta R5          | M                   |
| 51                  | Quentin Gilbert             | WRC-3               | Quentin Gilbert      | Renaud Jamoul       | Citroën DS3 R3T         | M                   |

| Icona | Classe                                                                 |
| ----- | ---------------------------------------------------------------------- |
| WRC   | Equipaggio che può conquistare punti per il campionato costruttori WRC |
| WRC   | Equipaggio che non può conquistare punti per il campionato costruttori |
| WRC-2 | Equipaggio registrato al campionato WRC-2                              |
| WRC-3 | Equipaggio registrato al campionato WRC-3                              |

## Risultati

### Classifica
| Pos.             | N°       | Pilota               | Co-pilota        | Team                        | Auto                          | Classe   | Tempo     | Distacco | Punti    |
| Generale         | Generale | Generale             | Generale         | Generale                    | Generale                      | Generale | Generale  | Generale | Generale |
| ---------------- | -------- | -------------------- | ---------------- | --------------------------- | ----------------------------- | -------- | --------- | -------- | -------- |
| 1                | 1        | Sébastien Ogier      | Julien Ingrassia | Volkswagen Motorsport       | Volkswagen Polo R WRC         | WRC      | 3:55:14.4 | 0.0      | 27       |
| 2                | 11       | Bryan Bouffier       | Xavier Panseri   | M-Sport WRT                 | Ford Fiesta RS WRC            | WRC      | 3:56:33.3 | +1:18.9  | 18       |
| 3                | 3        | Kris Meeke           | Paul Nagle       | Citroën Total Abu Dhabi WRT | Citroën DS3 WRC               | WRC      | 3:57:08.7 | +1:54.3  | 16       |
| 4                | 4        | Mads Østberg         | Jonas Andersson  | Citroën Total Abu Dhabi WRT | Citroën DS3 WRC               | WRC      | 3:59:08.3 | +3:53.9  | 12       |
| 5                | 2        | Jari-Matti Latvala   | Miikka Anttila   | Volkswagen Motorsport       | Volkswagen Polo R WRC         | WRC      | 4:01:22.7 | +6:08.3  | 13       |
| 6                | 6        | Elfyn Evans          | Daniel Barritt   | M-Sport WRT                 | Ford Fiesta RS WRC            | WRC      | 4:03:51.8 | +8:37.4  | 8        |
| 7                | 9        | Andreas Mikkelsen    | Mikko Markkula   | Volkswagen Motorsport II    | Volkswagen Polo R WRC         | WRC      | 4:06:56.7 | +11:42.3 | 6        |
| 8                | 22       | Jaroslav Melichárek  | Erik Melichárek  | Slovakia WRT                | Ford Fiesta RS WRC            | WRC      | 4:17:10.6 | +21:56.2 | 4        |
| 9                | 48       | Matteo Gamba         | Nicola Arena     | Matteo Gamba                | Peugeot 207 S2000             | N.D.     | 4:19:05.1 | +23:50.7 | 2        |
| 10               | 31       | Yuriy Protasov       | Pavlo Cherepin   | Yuriy Protasov              | Ford Fiesta R5                | WRC-2    | 4:20:57.7 | +25:43.1 | 1        |
| Classifica WRC-2 |          |                      |                  |                             |                               |          |           |          |          |
| 1 (10.)          | 31       | Yuriy Protasov       | Pavlo Cherepin   | Yuriy Protasov              | Ford Fiesta R5                | WRC-2    | 4:20:57.7 | 0.0      | 25       |
| 2 (12.)          | 37       | Lorenzo Bertelli     | Mitia Dotta      | FWRT s.r.l.                 | Ford Fiesta R5                | WRC-2    | 4:28:47.9 | +7:50.4  | 18       |
| 3 (13.)          | 36       | Robert Barrable      | Stuart Loudon    | Robert Barrable             | Ford Fiesta R5                | WRC-2    | 4:30:22.3 | +9:24.8  | 15       |
| 4 (17.)          | 32       | Armin Kremer         | Klaus Wicha      | Stohl Racing                | Ford Fiesta R5                | WRC-2    | 4:46:06.0 | +25:10.3 | 12       |
| 5 (26.)          | 33       | Massimiliano Rendina | Mario Pizzuti    | www.Rallyproject.com        | Mitsubishi Lancer Evolution X | WRC-2    | 4:58:19.8 | +38:07.1 | 10       |
| 6 (31.)          | 34       | Jourdan Serderidis   | Morgane Rose     | J-Motorsport                | Ford Fiesta R5                | WRC-2    | 5:04:47.0 | +44:34.3 | 8        |
| Classifica WRC-3 |          |                      |                  |                             |                               |          |           |          |          |
| 1 (39.)          | 51       | Quentin Gilbert      | Renaud Jamoul    | Quentin Gilbert             | Citroen DS3 R3T               | WRC-3    | 5:18:33.8 | 0.0      | 25       |

## Classifiche Mondiali

### Piloti
| Pos | Pilota             | Punti |
| --- | ------------------ | ----- |
| 1   | Sébastien Ogier    | 27    |
| 2   | Bryan Bouffier     | 18    |
| 3   | Kris Meeke         | 16    |
| 4   | Jari-Matti Latvala | 13    |
| 5   | Mads Østberg       | 12    |

### Costruttori
| Pos | Team                        | Punti |
| --- | --------------------------- | ----- |
| 1   | Volkswagen Motorsport       | 37    |
| 2   | Citroen Total Abu Dhabi WRT | 33    |
| 3   | M-Sport World Rally Team    | 10    |
| 4   | Volkswagen Motorsport II    | 8     |